# Општина Сармизеђетуса (Хунедоара)
Сармизеђетуса (рум. Sarmizegetusa) општина је у Румунији у округу Хунедоара.
Oпштина се налази на надморској висини од 536 m.